# Потес Гомула (археолошко налазиште)
Потес Гомула је археолошки локалитет који се налази у месту Влаштица, на десној обали Биничке Мораве, општина Гњилане, где је уочено седам тумула, од који је пет и истражено. У ове тумуле су укопани гробови који припадају средњовековном периоду. Тумули се датују у период од 1100. до 700. године п. н. е.
Поред централне камене конструкције тумула налазио се и прстен од камена у коме су били смештени прилози. Нису откривени остеолошки материјал, као ни трагови ломаче.
Од покретног материјала откривено је прстење из каснијег, средњовековног периода.